# Sainte-Gemme, Indre

Sainte-Gemme este o comună în departamentul Indre, Franța. În 1 ianuarie 2022 avea o populație de 257 de locuitori.